# إرث جيني
يقصد بمصطلح الإرث الجيني (بالإنجليزية: Genetic Patrimony أو Genetic heritage)‏ بأنه مجموع مورثي والذي يمكن أن يقال عنه بأنه أليلات مختلفة من المورثات.